# Wala Dorsa
I Wala Dorsa sono una struttura geologica della superficie di Venere.